# Jet d'eau

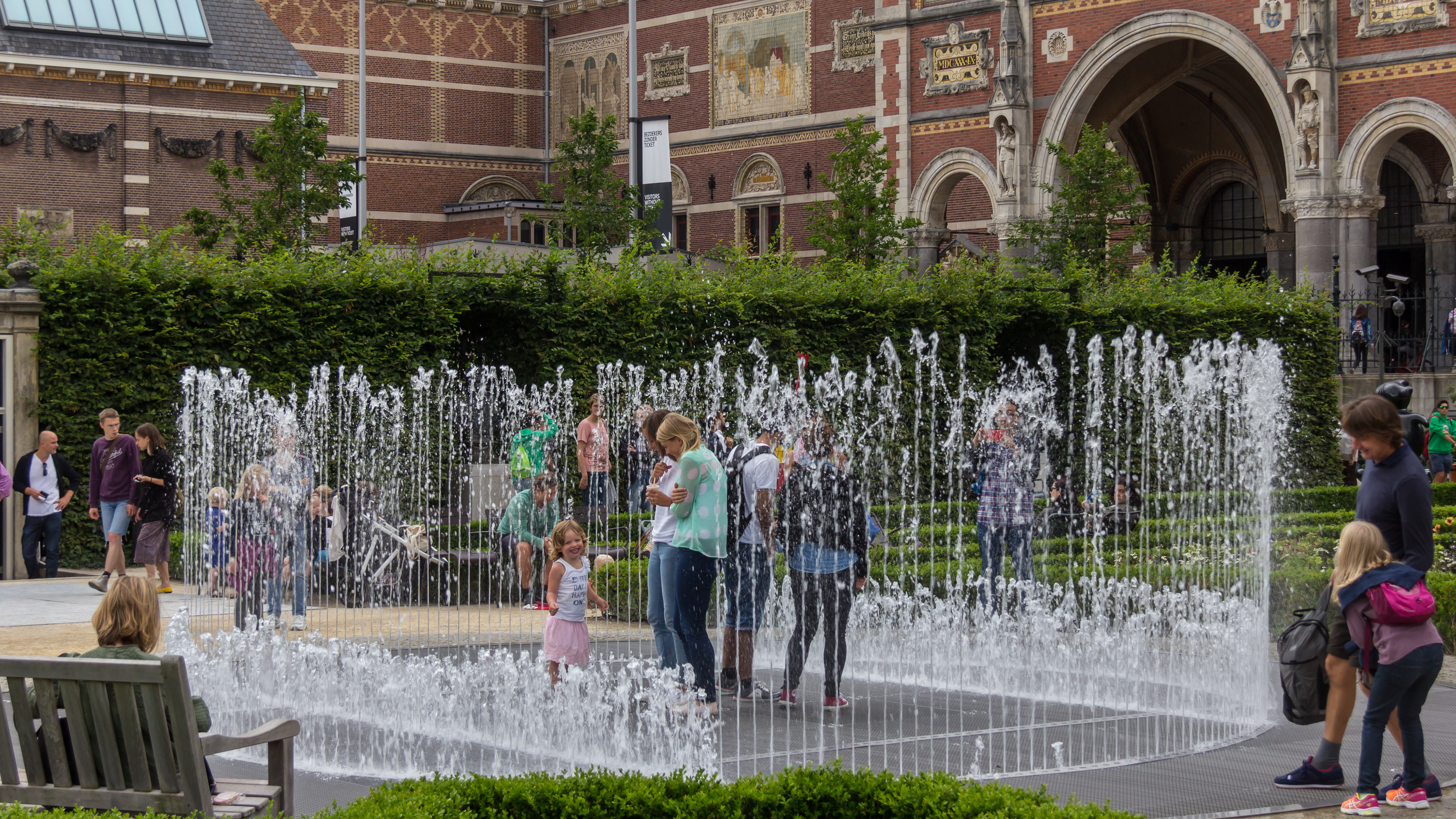
Jets d'eau récréatifs dans les jardins du Rijksmuseum Amsterdam.

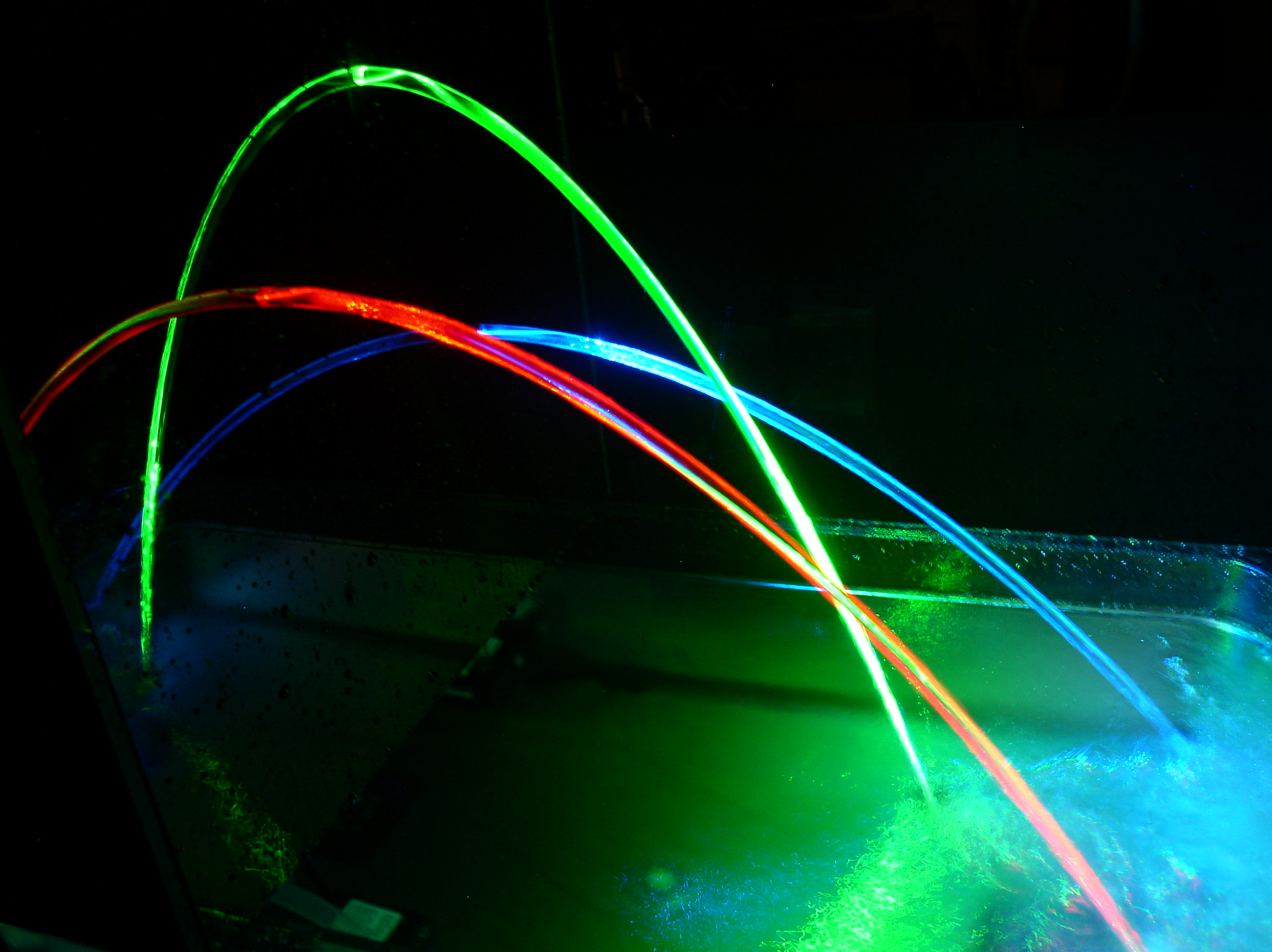
Une fontaine lumineuse tricolore.

Un jet d'eau est de l'eau s'écoulant en jet. Ce type d'écoulement est obtenu en laissant s'échapper par un orifice de l'eau mise sous pression. En mécanique des fluides, l'écoulement de jet appartient à la classe des écoulements cisaillés libres.
Plus spécifiquement le terme désigne une certaine catégorie de fontaine qui fait usage du phénomène.
Les propriétés de l'eau projetée en jet sont exploitées dans différentes disciplines: en agriculture, pour l'arrosage automatique, en protection civile dans les canons à eau ou les lances d'incendie, dans différents processus industriels comme le découpage jet d'eau. Dans l'hydrojet, le jet d'eau sert de propulsion maritime à réaction: l'eau est pompée sous le bateau puis expulsée à haute vitesse derrière celui-ci. Dans une douche, le jet d'eau quelquefois multiple a vertu relaxante, etc.

## Jets d'eau naturels
- Les geysers sont des jets d'eau naturels provoqué par l'expulsion de vapeurs hors de la croute terrestre.

- Le jet d'eau vertical que la baleine bleue projette à travers son évent, gaz issu de sa respiration mêlé de gouttelettes d'eau, de 9 mètres en général mais pouvant aller jusqu’à 12 mètres, peut être vu de loin par temps calme. Certains céphalopodes se déplacent par propulsion au moyen de leur siphon, un organe tubulaire qui permet l'éjection de liquide. Certains calmars peuvent réaliser des vols planés à l'air libre tandis que l'eau est propulsée hors de leur organe, en continu[1].

## En fontainerie

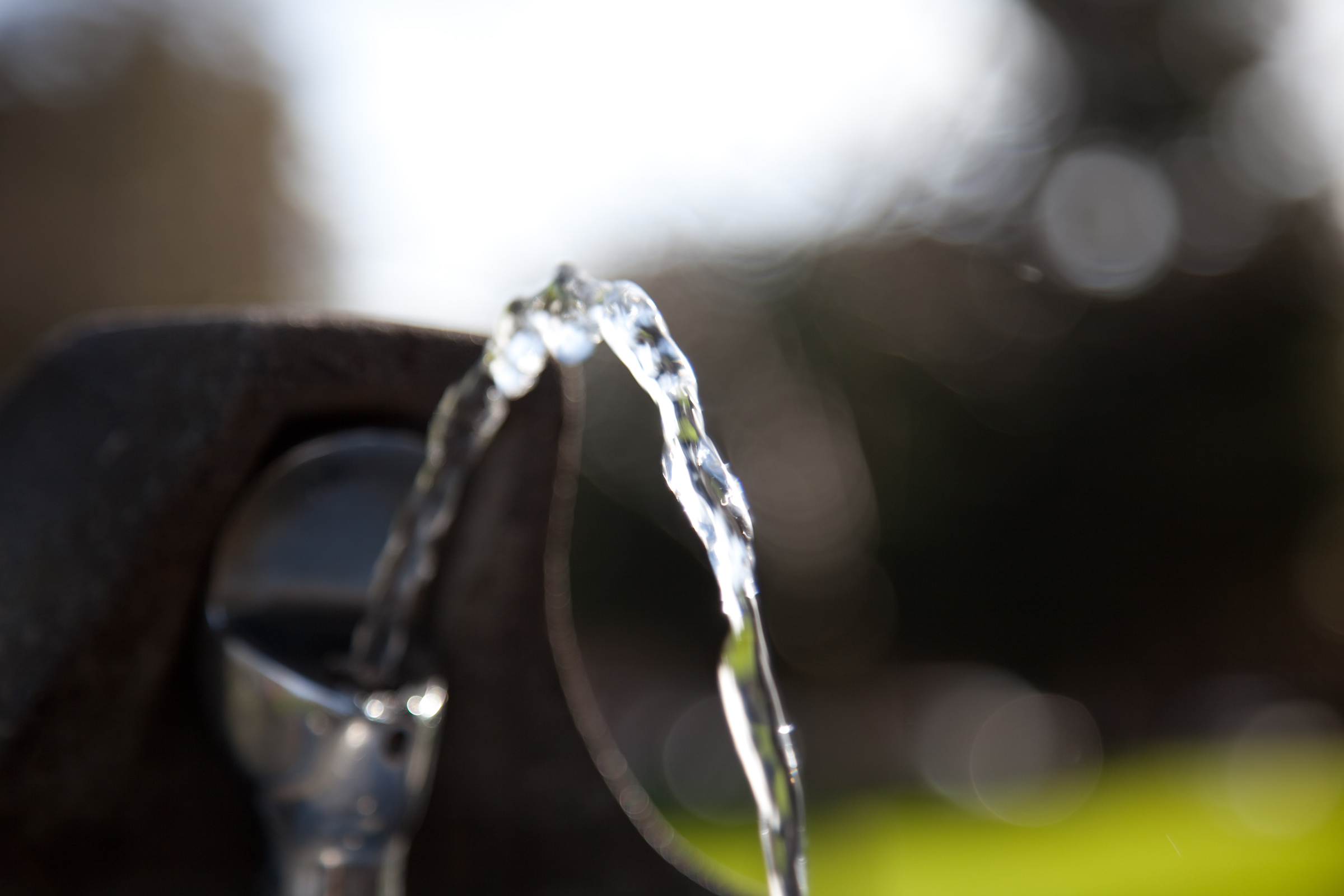
Fontaine d'eau potable publique

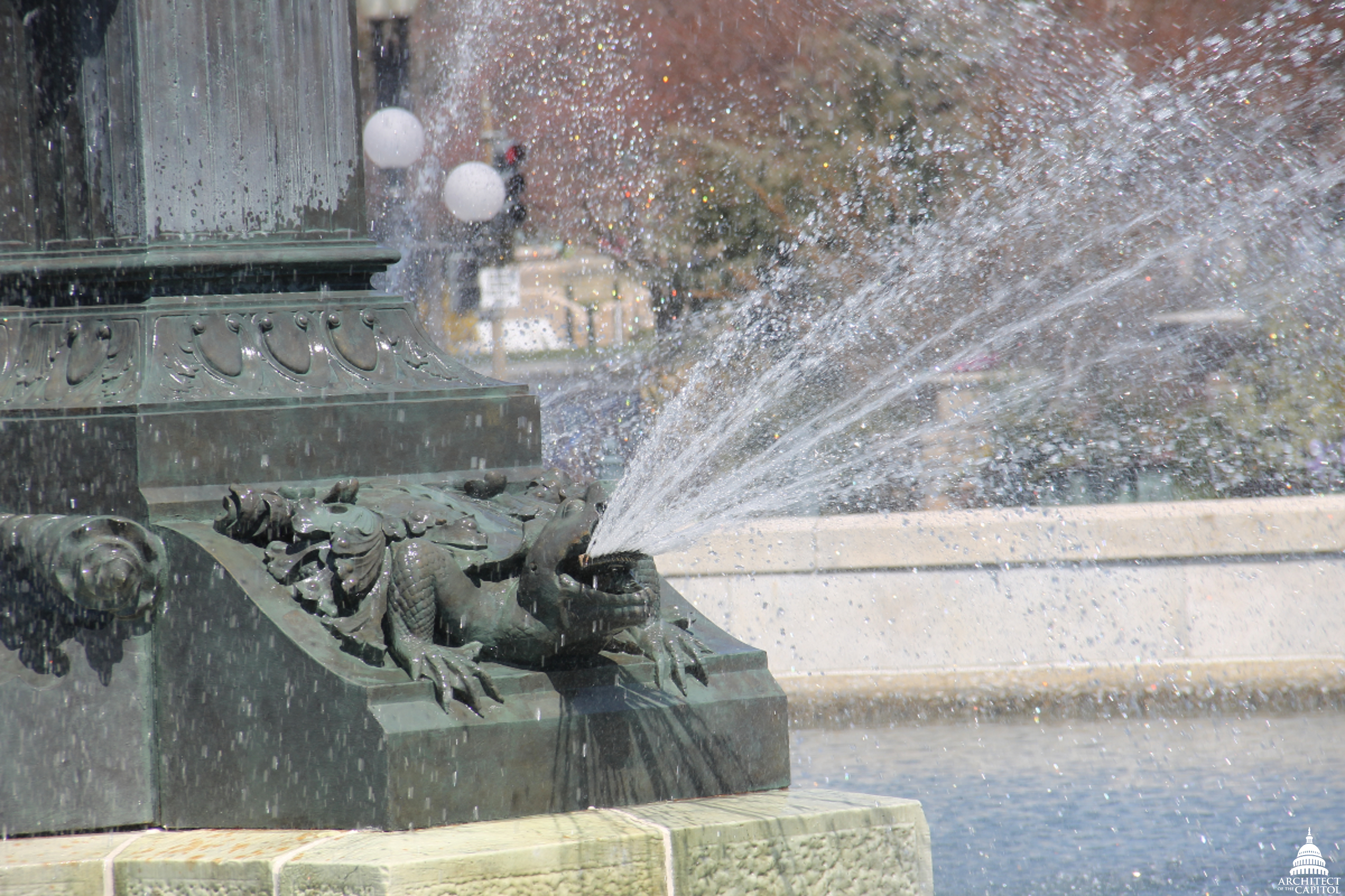
Fontaine Bartholdi de Washington. Détail

En termes de fontainerie, un jet d'eau est un jet créé à l'extrémité d'une conduite d'eau par l'usage d'un ajoutoir, à vocation esthétique et monumentale.
L'ajoutoir est une pièce de cuivre conique ou cylindrique, que l'on visse sur un écrou soudé au bout d'une souche de tuyau, et qui est d'un plus petit diamètre que le tuyau. Elle permet de former et conduire différents jets d'eau.
Une lame est un jet d'eau qui sort d'un seul ajutage, fort menu, et qui s'élève beaucoup.
Les fontaines lumineuses exploitent la capacité de guider la lumière des jets d'eau, à la manière des fibres optiques
Le Grand jet de Marly, alimenté par la machine de Marly, 40 m de hauteur, était au XVIIe siècle, le plus grand jet d'eau de tout le royaume de France.

### Jets d'eau remarquables
- Fontaine de Héron
- Fontaine lumineuse
- Jet d'eau de Genève
- Jet d'eau du roi Fahd
- Gateway Geyser
- Buckingham Fountain
- Fontaine magique de Montjuïc

## En agriculture

### Arrosage automatique

Sprinkler d'irrigation en action.

L'arrosage par jet permet de délivrer de l'eau à un endroit précis. Il peut être automatique dans un champ agraire pour minimiser l'effort humain.

## Processus industriel
Un jet d'eau à haute pression peut également servir, comme un laser, à découper de la matière dans le cadre d'un processus de production.